# Diocesi di Lambesi

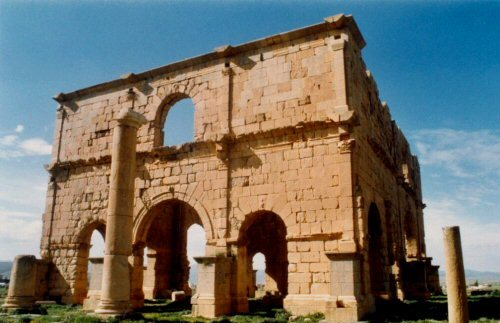
Resti dell'antica Lambaesis.

La diocesi di Lambesi (in latino Dioecesis Lambaesitana) è una sede soppressa e sede titolare della Chiesa cattolica.

## Storia
Lambaesis, che corrisponde all'odierna Tazoult (Lambèse) in Algeria, è un'antica sede episcopale della provincia romana di Numidia.
Secondo quanto riportato in una lettera di san Cipriano, il vescovo Privato fu condannato nel 240 da un sinodo, perché ritenuto eretico. Molto probabilmente gli succedette il vescovo Ianuario, che prese parte al concilio di Cartagine convocato il 1º settembre 256 da san Cipriano per discutere della questione relativa alla validità del battesimo amministrato dagli eretici, e figura al 6º posto nelle Sententiae episcoporum. Non sono più noti vescovi di Lambesi: il vescovo Felice (411), menzionato da Morcelli, appartiene in realtà alla diocesi di Lamdia. A Lambesi erano venerati i santi Mariano e Giacomo, ricordati in una omelia di sant'Agostino.
Dal XVIII secolo Lambesi è annoverata tra le sedi vescovili titolari della Chiesa cattolica; dal 25 ottobre 2016 il vescovo titolare è Marc Pelchat, già vescovo ausiliare di Québec.

## Cronotassi

### Vescovi
- Privato † (? - circa 240 deposto)
- Ianuario † (menzionato nel 256)

### Vescovi titolari
- Jan Dembowski † (24 settembre 1759 - 1790 deceduto)
- Hieronim Stojnowski † (20 agosto 1804 - 26 settembre 1814 nominato vescovo di Vilnius)
- Mateo José González Rubio † (1º febbraio 1836 - 15 giugno 1845 deceduto)
- Eduardo Vásquez, O.P. † (20 dicembre 1853 - 17 agosto 1855 nominato vescovo di Panama)
- Thomas (Alphonsus) O'Callaghan, O.P. † (13 giugno 1884 - 14 novembre 1886 succeduto vescovo di Cork)
- Jean-Marie-Michel Blois, M.E.P. † (29 dicembre 1921 - 11 aprile 1946 nominato arcivescovo di Shenyang)
- James Moynagh, S.P.S. † (12 giugno 1947 - 18 aprile 1950 nominato vescovo di Calabar)
- Vincenzo Maria Jacono † (8 settembre 1950 - 2 febbraio 1955 succeduto vescovo di Nicastro)
- Thomas Edward Gill † (11 aprile 1956 - 11 novembre 1973 deceduto)
- John Stephen Cummins † (26 febbraio 1974 - 3 maggio 1977 nominato vescovo di Oakland)
- John Joseph Paul † (17 maggio 1977 - 14 ottobre 1983 nominato vescovo di La Crosse)
- Marian Jaworski † (21 maggio 1984 - 16 gennaio 1991 nominato arcivescovo di Leopoli)
- Michel Pierre Marie Mouïsse (10 marzo 2000 - 5 marzo 2004 nominato vescovo di Périgueux)
- Carlo Roberto Maria Redaelli (8 aprile 2004 - 28 giugno 2012 nominato arcivescovo di Gorizia)
- David Prescott Talley (3 gennaio 2013 - 21 settembre 2016 nominato vescovo coadiutore di Alexandria)
- Marc Pelchat, dal 25 ottobre 2016